# Triangle d'or (Paris)
Pour les articles homonymes, voir Triangle d'or.

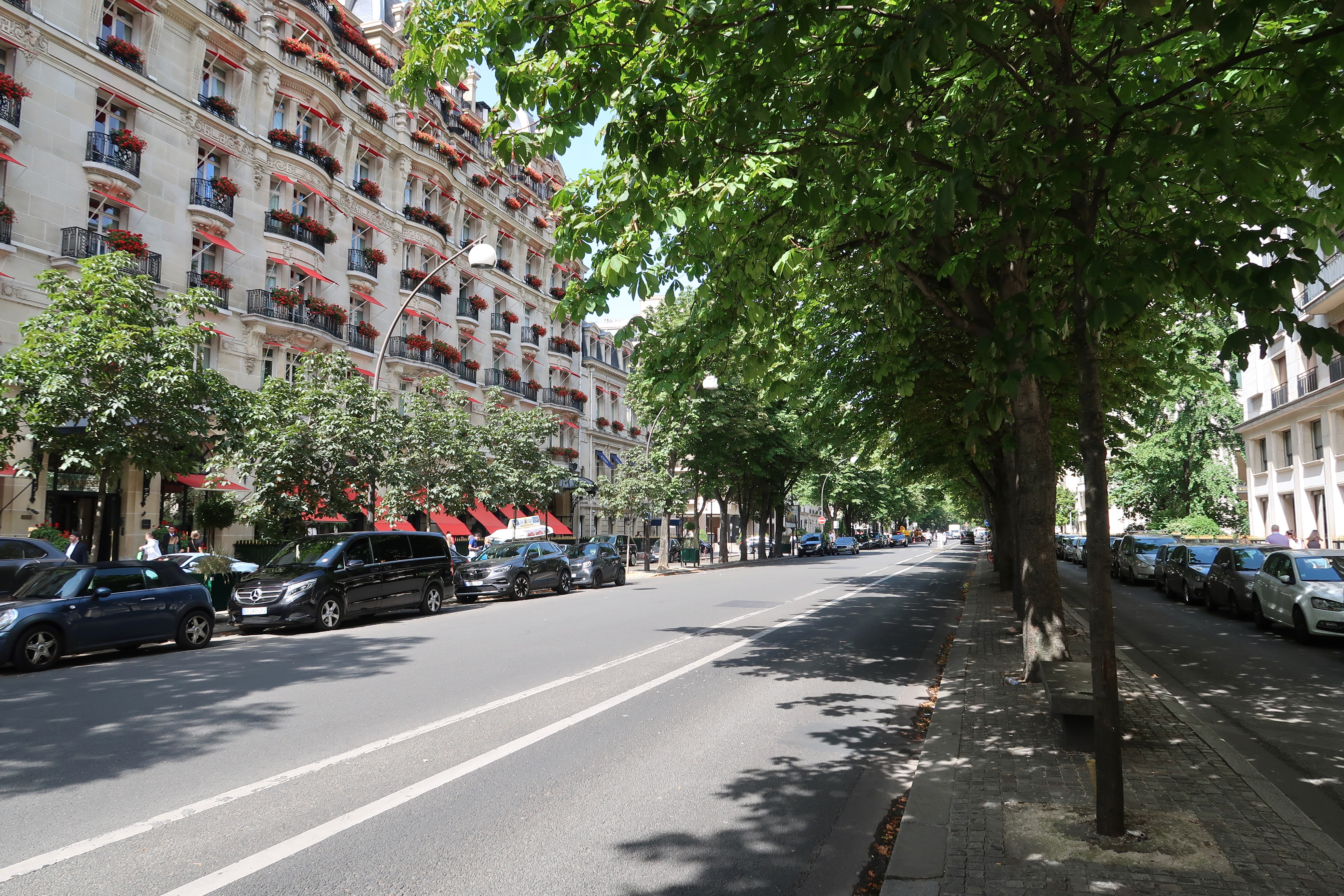
L'avenue Montaigne, qui fait partie du « triangle d'or ».

Le « triangle d'or » est le surnom non officiel d'une partie du quartier des Champs-Élysées du 8e arrondissement de Paris.

## Situation et accès

Carte du « triangle d'or ».

Le triangle d'or est délimité par les avenues Montaigne, des Champs-Élysées et George-V, et héberge des familles fortunées, des entreprises et des commerces de luxe. Sont notamment implantés en son sein : des hôtels comme le Four Seasons George V (avenue George-V), le Plaza Athénée (avenue Montaigne) et l'hôtel Fouquet's Barrière (avenue George-V), le théâtre des Champs-Élysées, la maison de vente aux enchères Artcurial au rond-point des Champs-Élysées-Marcel-Dassault et le Crazy Horse sur l'avenue George-V. Le siège social de LVMH se situe dans le triangle d'or, au 22, avenue Montaigne.
Le quartier s'étend sur une douzaine d'hectares. Le prix des biens immobiliers au mètre carré était en 2017 entre 20 000 et 30 000 euros.
Au sud-est de l'avenue Montaigne s'étend le « petit triangle d'or », articulé autour de la place François-Ier et délimité au sud par la Seine et le cours Albert-Ier, au nord par le rond-point des Champs-Élysées et à l'est par l'avenue Franklin-D.-Roosevelt. Le prix de l'immobilier y est en moyenne légèrement supérieur à celui de son voisin, faisant de ce secteur l’un des plus onéreux de Paris.

## Historique
La révolution de 1848 pousse les Parisiens fortunés à délaisser la place des Vosges pour investir le 8e arrondissement de Paris alors en développement. En 1909, le couturier Paul Poiret installe sa maison au 26, avenue d'Antin (aujourd'hui, avenue Franklin-Roosevelt) ; il entraîne avec lui nombre de maisons de mode, faisant peu à peu du quartier l'épicentre de l'élégance parisienne au détriment du quartier de la place Vendôme, haut lieu de la mode durant un demi-siècle.
En 1928, le Fouquet's ouvre une boutique au 22, rue François-Ier.
Leur présence actuelle commence à se configurer après la Seconde Guerre mondiale. La popularisation récente des Champs-Élysées a provoqué un repli quasi-général des couturiers vers le triangle d'or.
En 2001, la part des résidences occasionnelles et secondaires dépasse les 20 % dans le triangle d'or.